# Aeroportul Toyama
Aeroportul Toyama (IATA: TOY, ICAO: RJNT) este un aeroport din Toyama, Prefectura Toyama, Japonia ce deservește zona Toyama. Aeroportul a fost tranzitat în 2023 de 355.234 de pasageri. A fost deschis în 1963.
Situat la o altitudine de 39 m, aeroportul dispune de o singură pistă. Este operat de Prefectura Toyama.